# Euphyia nigrifasciata
Euphyia nigrifasciata là một loài bướm đêm trong họ Geometridae.